# Marosszék

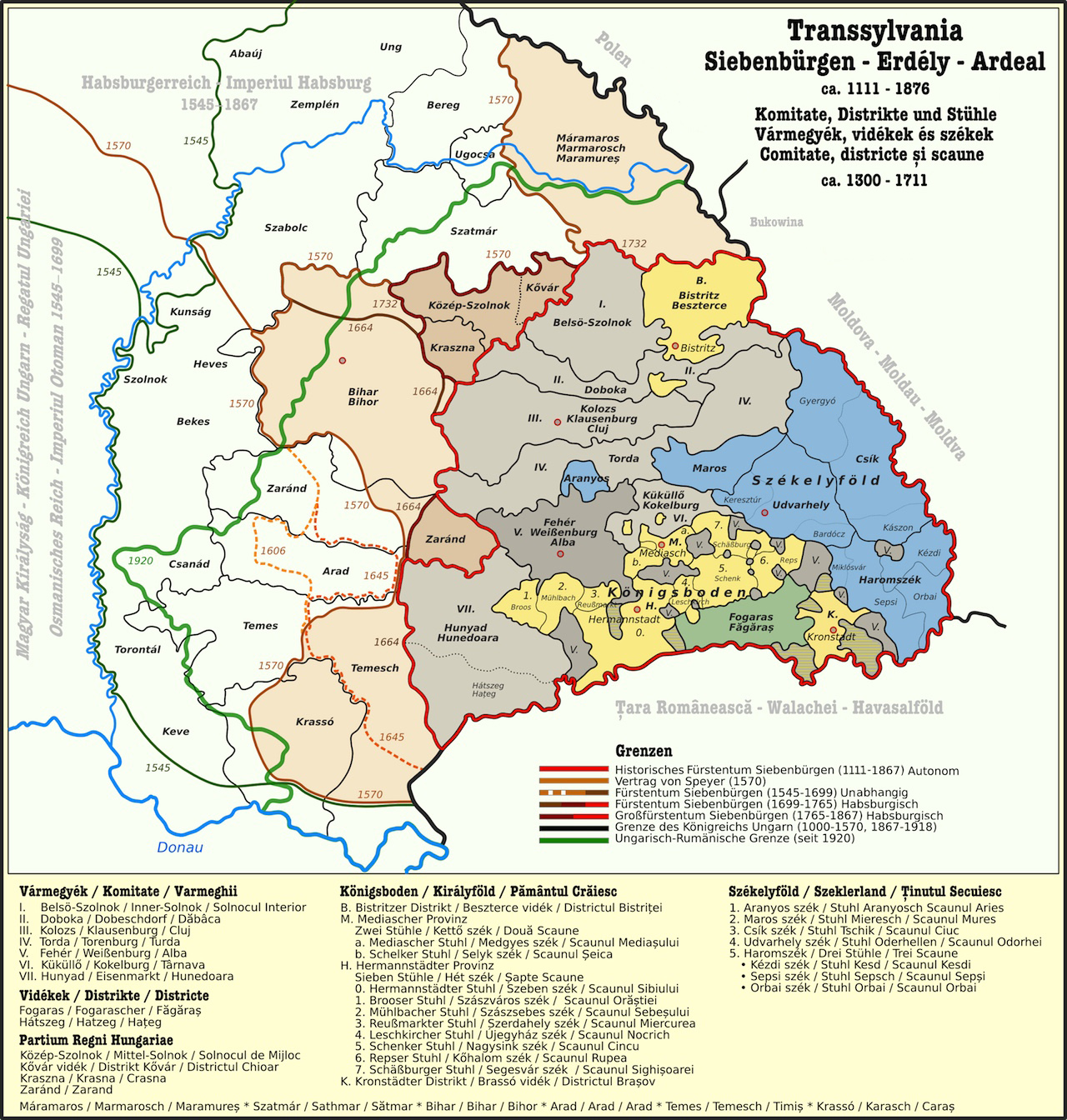
Marosszék (östlich in blau) auf einer Karte Siebenbürgens

Marosszék (auch Maros szék) war eine Verwaltungseinheit (Stuhl, ungarisch Szék) der Székler im Osten Siebenbürgens. Verwaltungssitz war Marosvásárhely.
Sie bestand ab 1409 und wurde 1876 im Zuge der Komitatsreform in das Komitat Maros-Torda eingegliedert.

## Beschreibung
Marosszék lag im Nordwesten des Szeklerlands und grenzte im Norden an das Komitat Torda sowie im Süden an Udvarhelyszék und das Komitat Küküllő.
Der Stuhl hatte 1870 92.398 Einwohner, wovon 12.678 in Marosvásárhely lebten. Es bestand folgende Verwaltungsgliederung:
| Stuhlbezirk           | Verwaltungssitz |
| --------------------- | --------------- |
| Bezirk Jobbágyfalu    | Jobbágyfalu     |
| Bezirk Kaál           | Székelykál      |
| Bezirk Mezőbánd       | Mezőbánd        |
| Bezirk Mezősámsond    | Mezősámsond     |
| Bezirk Nyárádgálfalva | Nyárádgálfalva  |
| Bezirk Selye          | Nyárádselye     |
| Bezirk Szováta        | Szováta         |
| Bezirk Vaja           | Székelyvaja     |